# Serra de Solà
La Serra de Solà o del Solà és una serra repartida entre els municipis de Bellver de Cerdanya i Riu de Cerdanya a la comarca de la Baixa Cerdanya, amb una elevació màxima de 1.306 metres.